# (5027) Androgée
(5027) Androgée, désignation internationale (5027) Androgeos, est un astéroïde troyen jovien.

## Description
(5027) Androgée est un astéroïde troyen jovien, camp grec, c'est-à-dire situé au point de Lagrange L4 du système Soleil-Jupiter. Il présente une orbite caractérisée par un demi-grand axe de 5,305 UA, une excentricité de 0,065 et une inclinaison de 31,4° par rapport à l'écliptique.
Il est nommé en référence au personnage de la mythologie grecque Androgée, acteur du conflit légendaire de la guerre de Troie.

## Compléments